# Hunfryd
Hunfryd (I) był margrabią Istrii od 799 do ok. 804, gdy książę Jan zaczął władać Istrią i zgodnie z niektórymi źródłami księciem Friuli od 799 do 808. Był założycielem rodziny zwanej Hunfrydami.
Hunfryd pojawił się w Istrii jako marchio w 799 i tego samego roku zmarł Eryk.
Był Alamanem i hrabią Recji, gdzie znalazł się w 806 i 808. Opierając się na jego obecności w libri memoriales klasztorów Reichenau i St. Gallen, zakłada się, że poślubił Hittę (Hiddę) z rodu Udalrichingów i prawdopodobnie bratanicę lub wnuczkę Gerolda z Vinzgouw, a w ten sposób kuzynkę bądź bratanicę Eryka poprzednika Hunfryda. Na podstawie tych samych ksiąg pamiątkowych, był prawdopodobnie ojcem Adalberta, swego następcy w Recji, Odalryka, który został hrabią Barcelony w innej części państwa frankijskiego i Hunfryda II, który został dux super Redicam (książę nad Recją), a także ojcem Hunfrydów późniejszych książąt Szwabii.